# Ахенський вівтар

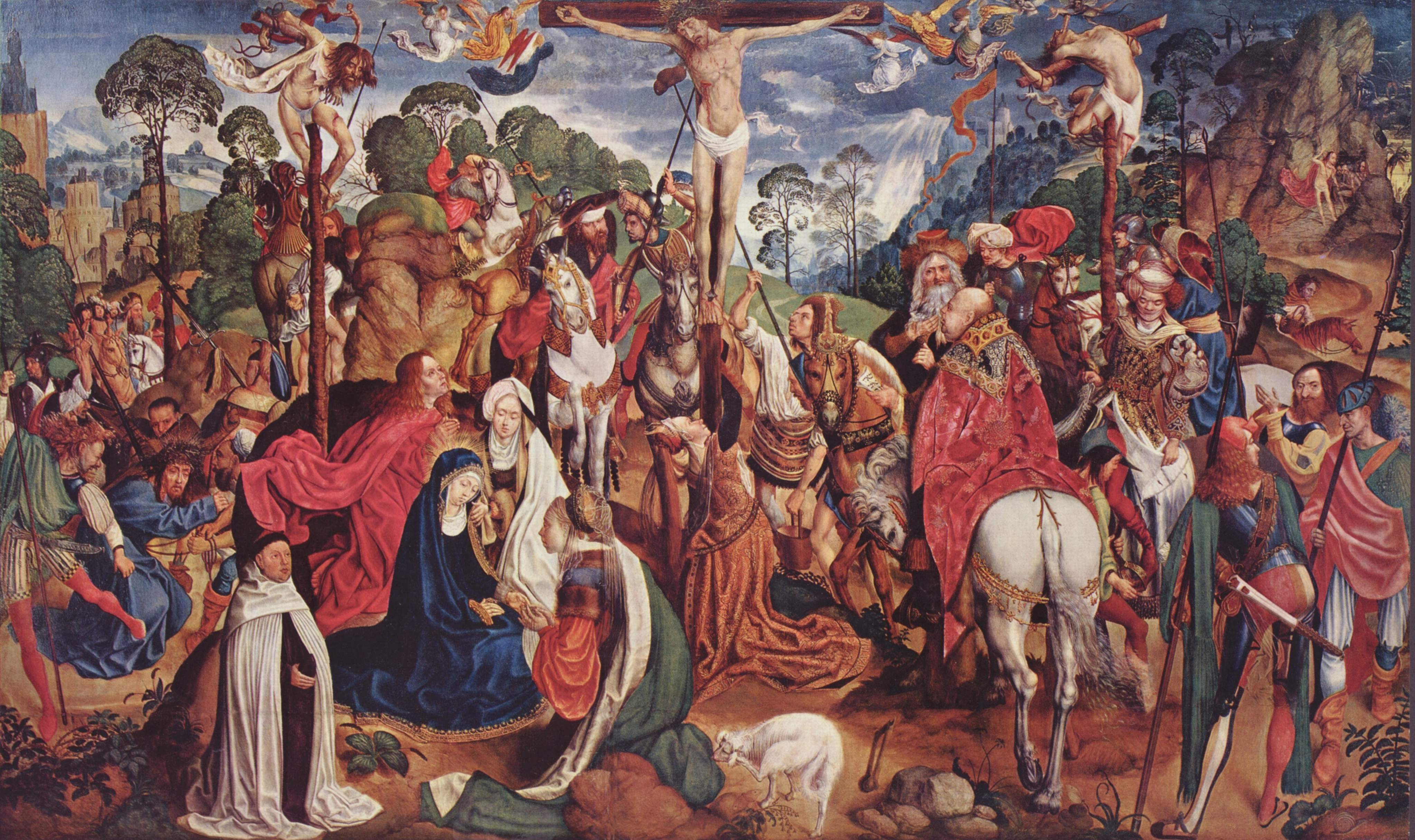
Центральна частина Аахенського вівтаря з розп'яттям Христа, скарбниця Аахенського собору

Аахенський вівтар (нім. Aachener Altar) також відомий як вівтар Страстей (нім. Passionsaltar) — пізньоготичний триптих, який знаходиться у скарбниці Аахенського собору. Виготовлений Майстром Аахенського вівтаря приблизно 1515—1520 років у Кельні.

## Конструкція та опис
На відкритому вівтарному зображенні трикрилого поліптиха зображені сцени від Страстей Христових до Його Вознесіння в безперервній послідовності зліва направо. На лівому крилі вівтаря Ісус увінчаний терновим вінком і протистоїть Понтію Пілату. На центральній панелі зображено Хресну дорогу з розп'яттям Ісуса в центрі. На цій панелі також зображені муки пекла та самогубство Юди. На правому крилі — Оплакування Христа, його поховання, зустріч з Марією Магдалиною, Вознесіння.
Використовуючи червону фарбу в усьому зображенні, художник підкреслює сцени пристрасті як криваве випробування. За винятком Ісуса, Марії та Івана, усі зображені в сучасному одязі в місцевому пейзажі. Біблійні сцени представлені глядачеві, надаючи можливість для самоаналізу.
На лівому крилі солдат, який приносить Ісуса Пілату, має ятаган і обладунок турецького стилю, що відображає великий страх турецького нападу на християнську Європу на час створення твору. Крім того, дитина з ознаками синдрому Дауна, яку знежирила мавпа у володінні Сатани, натякає на роль Сатани (який з'являється особисто у верхньому правому куті центральної панелі) у смерті Христа. Худенький юнак з темним беретом часто вважається автопортретом художника. На тлі лівої панелі видно церкву з недобудованими вежами, яку довго вважали Кельнським собором (ймовірно, неправильно). Вулиці Кельна також були ідентифіковані на алеї перед собором, тоді як фасад церкви, що виступає з-за колони, був ідентифікований як монастир кармелітів у Кельні.
На зовнішніх сторонах крил під аркадою перед парчовим візерунком зображено шість святих, які стоять обличчям до глядача, коли триптих закритий. Двоє святих є кармелітами і особливо підкреслені церковними шпилями. Святі на лівому крилі — кармеліт святий Антоній Угорський, свята Варвара, святий Себастьян; святі на лівому крилі — святий Лаврентій, свята Катерина і святий ангел кармеліт.

## Історія
Точна дата дарування триптиха невідома. Передбачуваним меценатом був Теодерік де Гауда, провінційний настоятель Кельнського монастиря кармелітів який помер у 1539 році Триптих перебував на Вольксалтарі кельнського костелу кармеліт до 1642 року.

## Художник
Невідомий майстер, відповідальний за роботу, умовно ототожнюваний з гравером PW, здається, діяв у Кельні між 1480 та 1580 роками. Цим пояснюється тісний зв'язок його творчості з роботами його сучасників у Кельні, майстра Святого Северина та більш раннього Майстра легенди про святу Урсулу. Аспекти техніки підтверджують її походження в Середньому Рейні, але помітний ранній нідерландський вплив, а також вплив антверпенського маньєризму. Зображення хворої дитини, сліпі римські легіонери й сифілітичні судді.